# Corgatha costalba
Corgatha costalba là một loài bướm đêm trong họ Erebidae.